# Талай (аргонавт)
Талай (Талайон, Тал, др.-греч. Ταλαός) — персонаж древнегреческой мифологии, сын Бианта и Перо.
Участник похода аргонавтов из Аргоса. Участник состязаний после смерти Кизика.
Жена: Лисимаха, дочь Абанта (либо Лисианасса, дочь Полиба).
Дети Адраст, Парфенопей (по одной из версий), Пронакс, Мекистей, Аристомах, Эрифила, Астинома. Дед Евриала.
Талай был убит Амфиараем в ходе борьбы между ветвями аргосского царского рода. Могила в Аргосе. В нем сочетались «зрелый плод ума и прямой путь правды».